# Gustaf Karlsson
Karl Gustaf Karlsson (i riksdagen kallad Karlsson i Munkedal), född 25 december 1889 i Norra Vings församling, Västergötland, död 22 maj 1961 i Foss församling, Munkedals kommun, journalist och politiker (s).
Karlsson var ledamot av riksdagens andra kammare 1929-1941, invald i Göteborgs och Bohus läns valkrets. Han tillhörde samma valkrets i första kammaren, där han var ledamot från 1942.